# Hemiheterorrhina mutabilis
Hemiheterorrhina mutabilis är en skalbaggsart som beskrevs av Hope 1831. Hemiheterorrhina mutabilis ingår i släktet Hemiheterorrhina och familjen Cetoniidae. Inga underarter finns listade i Catalogue of Life.